# Équipe des Émirats arabes unis de rugby à XV
L'équipe des Émirats arabes unis de rugby à XV rassemble les meilleurs joueurs de rugby à XV des Émirats arabes unis. Elle participe au Championnat d'Asie.

## Histoire
En 2019, les Émirats arabes unis atteignent la meilleure place de leur histoire au classement World Rugby[Laquelle ?].